# Chiesa di San Pietro (Cardano al Campo)
La chiesa di San Pietro è un edificio religioso sconsacrato di Cardano al Campo, in provincia di Varese.

## Storia
Il primo documento che parla della chiesa sono gli atti relativi alla visita pastorale compiuta dal cardinale Gabriele Sforza nel 1455, nei quali l'edificio è definito "cappella di San Pietro". Probabilmente in origine era infatti una cappella cimiteriale, come testimoniano molte ossa umane rinvenute nel 1975 durante la realizzazione di un cunicolo per il riscaldamento. Quando il cimitero andò in disuso, venne realizzata la chiesa vera e propria: l'edificio era limitato alla parte più alta dell'attuale fabbricato e aveva l'ingresso a ovest; l'altare era presso quello che oggi è l'ingresso (a est) e il campanile era nella posizione attuale.
Nel 1570 Carlo Borromeo, dopo una visita pastorale, descrisse la chiesa come un edificio in cattive condizioni, senza soffitto, con pavimento sconnesso, mura sbrecciate e finestre non protette. Annotò anche il fatto che la chiesa, seppur consacrata, non veniva utilizzata per le celebrazioni. Il 4 giugno 1574 eresse la Confraternita dei Disciplini di San Pietro e affidò loro l'uso della chiesa a condizione che ne curassero la manutenzione. Nel 1788 la Confraternita venne sciolta, ma durante la sua permanenza nella chiesa fece sistemare la copertura e realizzare una balconata in legno sopra l'ingresso per i confratelli che si riunivano in preghiera.
Nel 1668 la chiesa subì radicali trasformazioni: l'ingresso fu spostato a est e l'altare a ovest al fine di allungare la chiesa e realizzare il coro. Anche il presbiterio fu ingrandito e coperto con soffitto a volta. Dai documenti redatti dopo la visita di monsignor Corradi nel 1707 si evince che l'edificio era composto da tre parti: la navata, il presbiterio e il coro.
Nel 1741 fu effettuato un nuovo ampliamento con la realizzazione della sacrestia e l'innalzamento della torre campanaria. Fu realizzata una nuova facciata in stile barocco e realizzati consolidamenti e migliorie al tetto, al pavimento, ai serramenti e alle decorazioni pittoriche della volta della navata.
Dopo la soppressione della Confraternita dei Disciplini di San Pietro, nel 1792 venne chiesto al Fondo di Religione un contributo per la riparazione del tetto. Vennero concesse 150 lire, mentre l'importo restante fu donato dai fedeli.
Nel 1803 la chiesa fu occupata temporaneamente dal 1º Reggimento degli Usseri italiani, che la utilizzarono come ospedale militare e successivamente, per tutto il XIX secolo, fu usata come infermeria. Nel 1842 il prevosto di Gallarate benedisse le piccole nuove campane. Nel 1897 il cardinale Andrea Carlo Ferrari dispose che la chiesa di San Pietro non fosse utilizzata per usi profani, ma con l'avvento dell'aviazione e le successive sperimentazioni presso il vicino campo della Caproni, l'edificio assunse la funzione di camera ardente per i piloti deceduti durante prove e collaudi.
Nel 1899 fu costruito l'asilo accanto alla chiesa, ancora oggi esistente e funzionante, gestito dalle Suore di Don Bosco. La chiesa divenne oratorio femminile per l'educazione religiosa e socio-culturale. Nel 1933 furono eseguiti alcuni interventi di restauro.
Durante la seconda guerra mondiale il Governo italiano avvisò che le campane sarebbero state requisite per usi bellici, ma ciò non avvenne. nel 1948 il cardinale Alfredo Ildefonso Schuster dispose la sistemazione della chiesa di San Pietro.
Nel 1968 l'architetto Giuseppe Crespi di Gallarate fu incaricato di redigere un progetto per la ristrutturazione dell'edificio. Questo progetto prevedeva di trasformare la chiesa in una costruzione a due piani che ospitassero una sala riunioni e uno studio al piano terra e due aule più piccole al primo piano. Il progetto non fu mai realizzato.
Nel 1974 iniziarono nuove opere di ristrutturazione: il tetto fu rifatto con lastre di fibrocemento ricoperte con coppi. Nel 1975, su progetto dell'architetto suor Stella Pirola, iniziarono anche i lavori che coinvolgevano gli interni: furono rifatti i servizi e l'impianto di riscaldamento nella vecchia sacrestia, furono completamente rifatti il pavimento e l'intonacatura delle pareti. Si demolì la volta del locale posteriore, sostituendola con una soletta che permise di ottenere un locale superiore. La chiesa divenne una sala polifunzionale, con l'inserimento di un impianto elettrico, di quello dell'acqua e del gas e di quello per il deflusso delle acque. Furono restaurate le opere presenti al suo interno. La nuova funzione dell'edificio fu inaugurata il 29 maggio 1977.
Negli anni 1979-1980 fu sistemata l'area esterna della chiesa. Nel 1995 fu avviato un nuovo processo di restauro, che interessò soprattutto la facciata e il campanile: quest'ultimo non subiva manutenzione dal 1741. Il 5 ottobre 2000 la chiesa fu sconsacrata per decreto del cardinale Carlo Maria Martini. Nel mese di giugno 2001 fu restaurata la facciata.